# Старый Артаул
Старый Артаул (баш. Иҫке Артауыл) — село в Янаульском районе Республики Башкортостан Российской Федерации. Входит в Байгузинский сельсовет.

## География
Находится на реке Орья.
Расстояние до:
- районного центра (Янаул): 16 км,
- центра сельсовета (Байгузино): 9 км,
- ближайшей ж/д станции (Янаул): 16 км.

## Топоним
Название происходит от слов урта — средняя и ауыл — деревня.

## История
Деревня основана башкирами Уранской волости Осинской дороги на собственных землях, известна с 1745 года под названием Уртаул. Жители деревни были весьма активными в общественной жизни Уранской волости, участвовав в припуске-аренде и продаже вотчинных земель. В 1795 году в 50 дворах проживало 285 человек.
Башкиры нескольких деревень нередко собирались на большой и ровной местности на йыйын для общего увеселения. Прибывших угощали местные, затем начинались игры на курае, пение горлом, национальная борьба, скачки, песни и пляски. Однако с 1830-х годов такие празднества проводились редко в связи с запретом со стороны военных губернаторов, последний йыйын в деревне состоялся в 1840 году.
В 1842 году на каждого из 704 человек посев хлеба был равен 7,5 пуда — было засеяно 2400 пудов озимого и 2880 пудов ярового хлеба. Деревня имела 3 водяные мельницы. Каждый из 83 дворов владел по 3,8 лошадей, по 4,3 коровы, по 1,2 овцы и по 2,4 козы; отдельным дворам принадлежало 30 ульев и 4 борти. Имелась мечеть и школа при ней.
С середины XIX века — современное название в связи с возникновением деревни Новый Уртаул.
В 1870 году в деревне Старая Уртаулова 3-го стана Бирского уезда Уфимской губернии в 94 дворах — 487 человек (248 мужчин, 239 женщин), все башкиры. Имелись мечеть, училище, 2 водяные мельницы. Жители занимались сельским хозяйством и пчеловодством.
В 1896 году в деревне Старый Артаул Байгузинской волости IV стана Бирского уезда 98 дворов и 560 жителей (282 мужчины и 278 женщин), мечеть.

В 1906 году — 599 человек, мечеть, водяная мельница.

### Административно-территориальная принадлежность

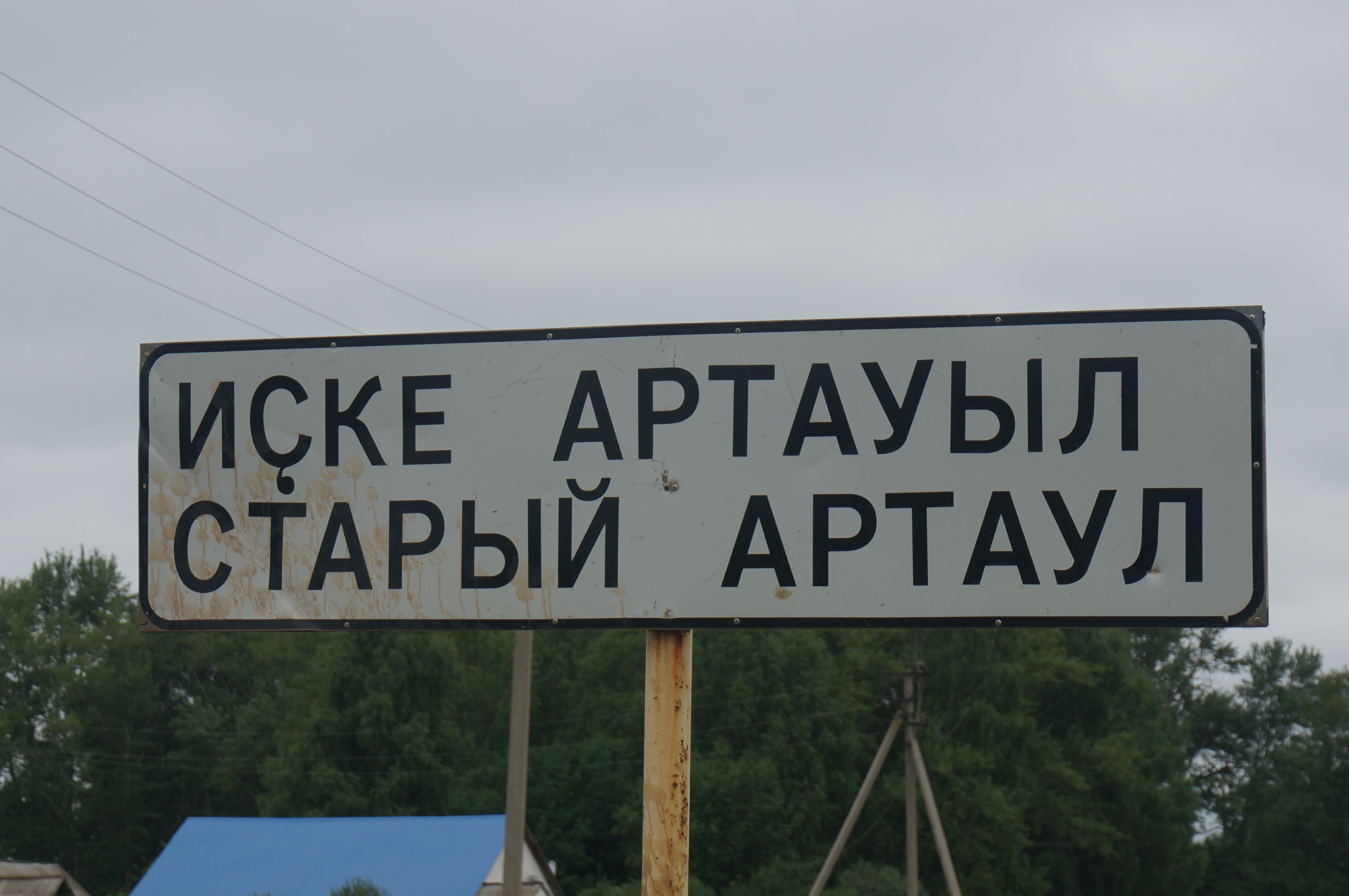
Указатель на въезде в село Старый Артаул

В 1920 году при деревне находились железнодорожные казармы (13 русских и 1 латыш в 4 хозяйствах) и мельница (12 русских и 2 немца в 5 хозяйствах). В 1926 году деревня принадлежала Янауловской волости Бирского кантона Башкирской АССР.
В 2008 году село передано из упразднённого Айбулякского сельсовета в Байгузинский.

## Население
| 2002 | 2009 | 2010 |
| ---- | ---- | ---- |
| 183  | ↗202 | ↗209 |

По данным переписи 1897 года в деревне проживало 515 жителей (250 мужчин и 265 женщин), из них 495 магометан.
В 1920 году по официальным данным в деревне было 134 двора и 672 жителя (310 мужчин, 362 женщины), по данным подворного подсчета — 697 башкир и 9 русских в 136 хозяйствах.
В 1939 году население села составляло 550 жителей, в 1959 году — 412.
В 1982 году население — около 280 человек.
В 1989 году — 236 человек (108 мужчин, 128 женщин).
В 2002 году — 183 человека (85 мужчин, 98 женщин), башкиры (94 %).
В 2010 году — 209 человек (97 мужчин, 112 женщин).

## Инфраструктура
Население занято в КФХ «Айдар» и «Рассвет»; имеются фельдшерско-акушерский пункт, клуб.

## Транспорт
Деревня доступна автомобильным и железнодорожным транспортом. В пешей доступности платформа 1219 км, выезд через деревню Нократ на главную дорогу района 80К-014 «Нефтекамск — Янаул» (идентификационный номер 80 ОП РЗ 80К-014)

## Религия
В селе есть мечеть.